# سرزمین‌های مقدس
سرزمین‌های مقدس (به انگلیسی: Holy Lands) فیلمی محصول سال ۲۰۱۷ و به کارگردانی آماندا استرز است. در این فیلم بازیگرانی همچون جیمز کان، تام هالندر، جاناتان ریس میرز، رزانا آرکت، پاتریک بروئل و افرات دور ایفای نقش کرده‌اند.